# Danymene fouensis
Danymene fouensis är en ringmaskart som beskrevs av Johan Gustaf Hjalmar Kinberg 1865. Danymene fouensis ingår i släktet Danymene, och familjen Oenonidae. Inga underarter finns listade.